# Megal
Megal is een bestuurslaag in het regentschap Rembang van de provincie Midden-Java, Indonesië. Megal telt 1124 inwoners (volkstelling 2010).